# Haus Uptmoor

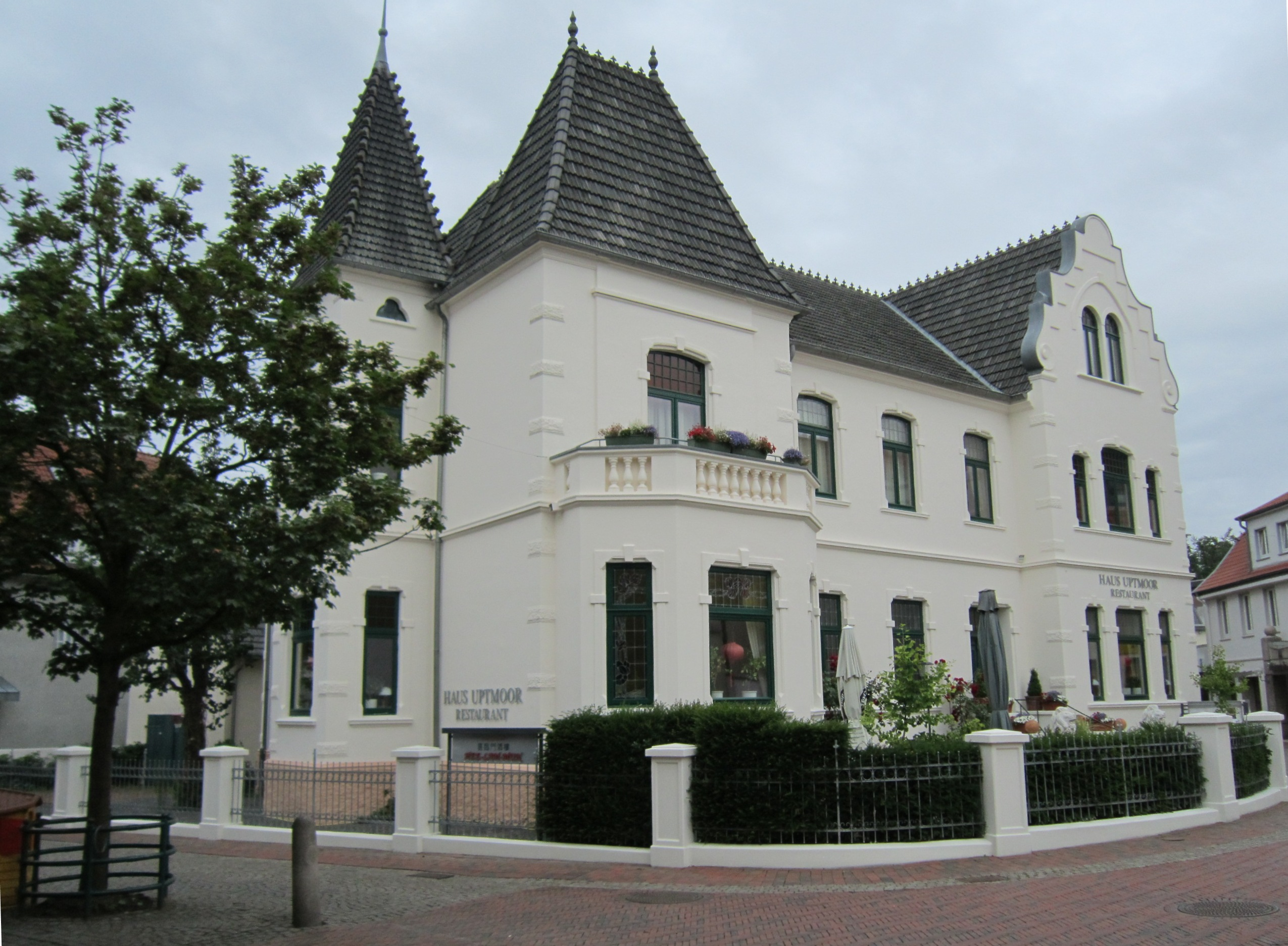
Haus Uptmoor (2011)

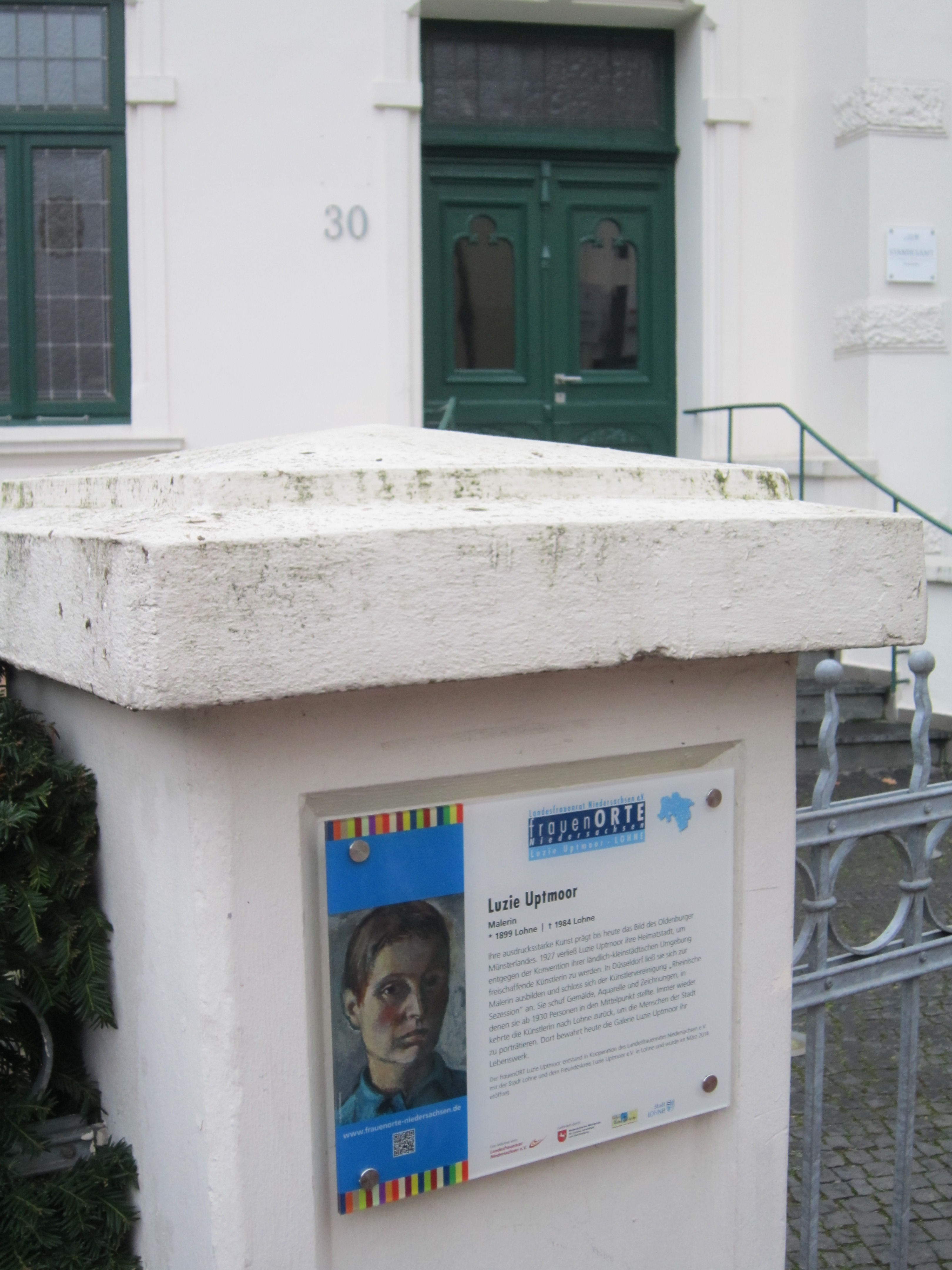
frauenORT-Tafel am Haus Uptmoor

Das Haus Uptmoor ist eine 1906 erbaute Gründerzeitvilla in Lohne (Oldenburg). Das Gebäude steht unter Denkmalschutz (ID 35753988).

## Geschichte
Bis 1677 befand sich an der Stelle der Villa das Gogericht. Dort wird auch der Standplatz des Prangers vermutet.
Die Villa wurde 1906 vom Arzt Franz Uptmoor als Arztpraxis und Wohnhaus erbaut. Die Malerin Luzie Uptmoor verbrachte ihre Jugendjahre in der Villa. 1990 erwarb die Stadt Lohne das Gebäude und renovierte es umfassend. Für Eheschließungen unterhält die Stadt einen Trauraum mit 25 Sitzplätzen. Am Standort wurde 2014 der frauenORT Luzie Uptmoor als 21. frauenORT Niedersachsen eröffnet.
In der Villa befand sich das Restaurant Haus Uptmoor. Ab 2017 wurde das Restaurant von Andrea Wichelmann und Küchenchef Kevin Gideon betrieben; 2019 war es im Guide Michelin gelistet und bekam 2020 5 Pfannen im Gourmet Report; 2020 schloss das Restaurant. Seit 2022 betreibt Familie Udovicic das Restaurant Adriatik in der Villa. In den Gasträumen hängen sechs Nachdrucke von Luzie Uptmoors Werken.